# Carlos Vasino
Carlos Vasino (Zárate, Buenos Aires, 28 de marzo de 1935 - Bernal, Buenos Aires, 1 de abril de 2007) fue un jugador de básquetbol argentino que actuaba en la posición de pívot. Surgido del club Paraná de Zárate, desarrolló toda su carrera posterior en San Lorenzo. También representó a la Argentina a nivel internacional, llegando a disputar el Campeonato Mundial de Baloncesto de 1959.

## Trayectoria
Vasino comenzó a jugar al básquetbol en el club Paraná de Zárate. 
Se destacó en el Campeonato Provincial de Básquet de Buenos Aires de 1953, donde se consagró campeón con el equipo de la región Delta.
En 1955 se unió a San Lorenzo, iniciando un largo y fructífero periodo que se extendería por quince años hasta su retiro en 1970. Formó parte de una generación de jugadores que fue apodada como "La Catedral". Cosechó 18 títulos en total, entre los que se destaca el Campeonato Argentino de Clubes de 1958.
Disputó varias ediciones del Campeonato Argentino de Básquet representando a Capital Federal. 
Tras su fallecimiento en 2007, el club Paraná de Zárate bautizó a su gimnasio con su nombre.

## Selección nacional
Vasino fue miembro de la selección de básquetbol de Argentina en diversas ocasiones, integrando el plantel que participó del Campeonato Mundial de Baloncesto de 1959, y de los Campeonatos Sudamericanos de Baloncesto de 1955 y 1958.